# افشرد (هریس)
افشرد روستایی از توابع دهستان مواضع شمالی بخش خواجه شهرستان هریس در استان آذربایجان شرقی است. این روستا زادگاه سرلشکر محمد باقری و حسن باقری می‌باشد.